# 아메리칸 섹슈얼라이프
아메리칸 섹슈얼라이프(American Translation)는 2011년 개봉한 프랑스의 영화이다.

## 출연

### 주연
- 리지 브로체르
- 피에르 페리어

### 조연
- 쟝 마르 바
- 칼 E. 랜들러
- 드예드예 아팔리